# Şyhazberdi Öwelekow
Şyhazberdi Öwelekow (16 dicembre 1993) è un lottatore turkmeno, specializzato nella lotta greco-romana.
Ha vinto la medaglia di bronzo ai Giochi asiatici di Giacarta e Palembang 2018 nel torneo degli 87 chilogrammi e ai Giochi asiatici indoor di Aşgabat 2017 categoria fino a 85 chilogrammi.

## Palmarès
- Giochi asiatici

Giacarta e Palembang 2018: oro negli 87 kg.
- Giochi asiatici indoor

Aşgabat 2017: oro negli 85 kg.